# A-222
А-222 „Bereg“ (russisch А-222 „Берег“) ist die Bezeichnung einer Selbstfahrlafette für die Küstenwache aus sowjetischer und russischer Produktion, entwickelt um geringe und mittelgroße Ziele auf dem Wasser zu bekämpfen. Darunter fallen unter anderem Kriegsschiffe und Ziele mit hoher Geschwindigkeit mit bis zu 100 Knoten (mindestens 180 km/h) in der Nähe der Küste oder auf vorgelagerten Inseln in Schärenregionen, aber auch Ziele an Land. Der Zielerfassungsradius beträgt bis zu 30 km und der Bekämpfungsradius bis zu 23 km.

## Geschichte
Die Entwicklung der Selbstfahrlafette begann 1976 im Zentralen Konstruktionsbüro „Titan“, einer Unterabteilung des militärischen Produzenten „Barrikade“ in Wolgograd. Im Jahr 1980 wurde die technische Dokumentation der neuen 130-mm-Selbstfahrlafette A-222 „Bereg“ für die Serienproduktion übergeben. 1988 wurde der erste Prototyp hergestellt, der direkt zu den Feldtests befördert wurde.

## Beschreibung
Ein eingebauter Computer ist in der Lage, die Zielerfassung der Selbstfahrlafette permanent zu korrigieren. Der Vorteil des A-222-Systems liegt in der Größe seines Kalibers, einer universalen Verwendung der Munition und der Anwendung zur Bekämpfung verschiedener Ziele zu Wasser und zu Land, der Einsatz unter verschiedenen klimatischen Bedingungen unter vollständig autonomer Arbeitsweise und einer Kadenz von bis zu 12 Schuss pro Minute.
Eine A-222-Batterie besteht aus vier bis zu sechs Selbstfahrlafetten (Kaliber 130 mm), einem mobilen zentralen Kommandostand МР-195 mit der Möglichkeit der Steuerung aller Einheiten sowie ein bis zwei speziellen Servicefahrzeugen mit Generatoren (jeweils mit zwei Aggregaten zu je 30 kW), einer kleinen Küche, sonstigem Zubehör. Alle Fahrzeuge basieren auf dem MAZ-543-Chassis mit der Antriebsformel 8×8.

## Nutzerstaaten
Aktueller Nutzer
- Russland – Per Januar 2018 befinden sich 36 A-222 bei der Küstenwache im Dienst.[4]